# 樊景麟
樊景麟（1485年—16世紀），字季仁，號九岡，山西蒲州人，四川成都府新繁縣軍籍，明朝政治人物。

## 生平
樊景麟是正德八年（1513年）贵阳科四川乡试第六十八名舉人，嘉靖二年（1523年）成癸未科会试二百六十八名、廷试三甲一百十九名進士，授河南舞阳县知县，累升湖廣漢陽府知府，為政公正不阿、體恤窮民，曾親自在水囓城和家僮移走巨石轉運江岸，身先士卒節省財費，人民都稱頌其功德。
不久，樊景麟調任長沙府，任內清苦勤勞、恤民簡訟，有民謠歌頌：「樊作長沙官，止飲長沙水。」又稱為福星，後官至雲南按察司副使，因忤逆巡撫遭彈劾而辭官回鄉，楊慎有《春日訪樊九岡幽居》及《即席贈樊九岡黃梓谷》詩。

## 家族
曾祖樊恩。祖父樊清。父樊伯琦。母李氏。具庆下。兄景鹿、景鳳。

## 引用
1. 1 2  光緒《彭縣志·第七卷·褒旌門》：樊景麟 字九岡，彭縣人，進士。初知長沙，民謠曰：「樊作長沙官，止飲長沙水。」仕至雲南憲副，忤巡撫被劾，朝臣論奏巡撫罷，景麟遂掛冠歸。楊升菴有《春日訪樊九岡幽居》及《即席贈樊九岡黃梓谷》詩。
2. ↑  光緒《彭縣志·第六卷·搢紳門》：樊景麟 嘉靖癸未姚淶榜，正德己卯舉人，知長沙縣，仕至雲南副憲。
3. ↑  四庫全書《明一統志·卷五十九》：樊景麟 嘉靖初知漢陽府，鯁介不阿，政尚綱紀，尤加志窮民勤恤，傋至水囓城址，於詞訟役隸，計日借工隨城斂石，時與家僮移巨石於署前，轉運江岸，以身先民以節財費，至今稱頌其德。 省志
4. ↑  同治《長沙縣志·卷十六·名宦志》：樊景麟，新繁人，嘉靖中知漢陽多異政，調任長沙知府，清苦勤勞，恤民簡訟，真率煦濡無異慈母，民有福星之稱，祀名宦。
5. ↑  龚延明主编. . 宁波: 宁波出版社. 2016. ISBN 978-7-5526-2320-8. 《天一閣藏明代科舉錄選刊.登科錄》之《嘉靖二年癸未科進士登科録》